# Lukáš Dolanský
Lukáš Dolanský (* 15. prosince 1976 Praha) je český reportér a novinář. V letech 2013 až 2017 moderoval v ČT pořad Události, komentáře, v letech 2018 až 2022 zahraniční zpravodaj České televize v Bruselu a v letech 2022 až 2025 zahraniční zpravodaj ČT v Londýně.

## Život
V letech 1992 až 1993 studoval na Methacton High School v Pensylvánii v USA, následně absolvoval v letech 1996 až 2002 obor mediální studia na Fakultě sociálních věd Univerzity Karlovy v Praze. Vzdělání si pak ještě v letech 2003 až 2004 doplnil oborem mediální studia a management na University of Westminster v Londýně.
Začínal jako redaktor Večerníku Praha (1997–1998) a Herald Comms v Mnichově (1998–1999). Později byl redaktorem zpravodajského portálu iDNES.cz (1999–2000) a televize TV3 (krátce v roce 2000).
Mezi lety 2000 a 2005 působil v Mladé frontě DNES jako politický reportér a v letech 2005 až 2010 pak jako vedoucí domácí redakce v Lidových novinách.
Zaměstnancem České televize se stal v roce 2010. Nejdříve byl politickým reportérem ČT, od 1. března 2013 se stal vedoucím domácího zpravodajství České televize. V letech 2011 až 2013 moderoval na ČT24 pořad Hyde park, od září 2013 do listopadu 2017 pak uváděl Události, komentáře. Od počátku roku 2018 se stal zahraničním zpravodajem ČT v Bruselu. Od srpna 2022 nahradil Bohumila Vostala na zpravodajském postu ve Spojeném království. V Londýně působil do konce července 2025, od srpna jej tam vystřídala Katarína Sedláčková.
Je ženatý s moderátorkou Lenkou Dolanskou. Mají syny Kryštofa a Matěje a dceru Barboru.